# Bulbophyllum ngoyense
Bulbophyllum ngoyense är en orkidéart som beskrevs av Rudolf Schlechter. Bulbophyllum ngoyense ingår i släktet Bulbophyllum och familjen orkidéer.
Artens utbredningsområde är Nya Kaledonien. Inga underarter finns listade i Catalogue of Life.